# Nintendo DS

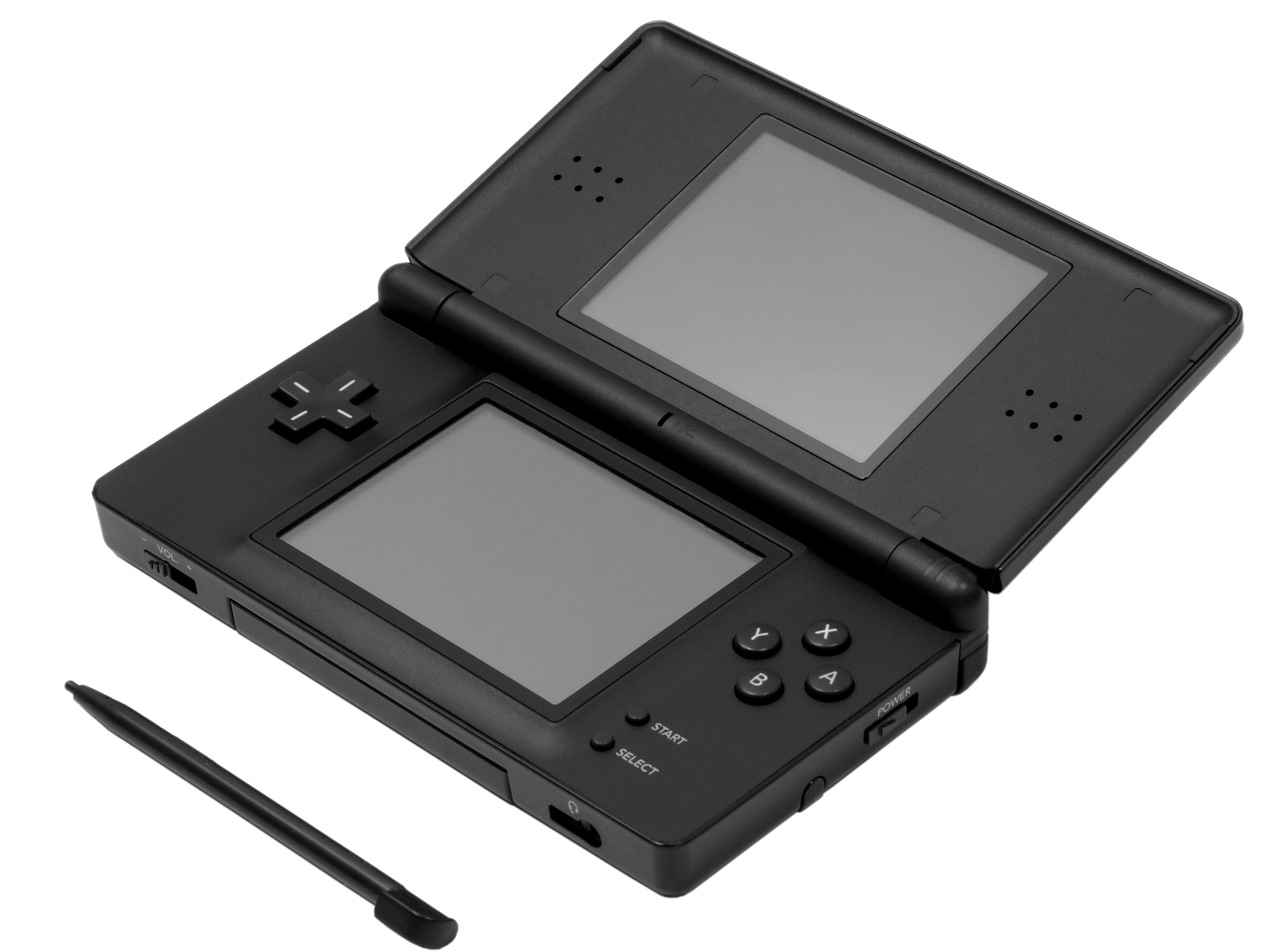
Nintendo DS

Nintendo DS este o consolă de jocuri portabilă dezvoltată și vândută de compania Nintendo. Consola a fost lansată în 2004 în Canada, Statele Unite Japonia și Italia.Consola are un design tip scoică, asemănător cu al consolei Game Boy Advance SP, cu două ecrane în interior, dintre care cel de jos este un ecran tactil (touchscreen). Nintendo DS are un microfon și wireless (IEEE 802.11). Comunicațiile Wi-Fi permite jucătorilor să interacționeze cu alți jucători aflați la mai puțin de 30 de metri sau să se conecteze la Nintendo Wi-Fi Connection, lansat în Japonia. În anul 2005 a fost lansată varianta lite a consolei Nintendo DS.Nu există diferențe în materie de performanță între cele 2 variante, diferențele fiind că varianta lite are un design mai plăcut și mai confortabil, o greutate de 218 g aproximativ față de 275 g cât cântarește versiunea phat,are ecrane mai puternic luminate și 4 variante de intensitate a luminii, are un stylus mai subțire și mai lung și este inspirat de Apple. Este compatibil cu jocuri de Gameboy Advance.